# Martwa natura: wazon z różami
Martwa natura: wazon z różami (hol. Vaas met roze rozen, ang. Still Life: Vase with Roses) – obraz olejny nr kat.: F 681, JH 1976, namalowany przez Vincenta van Gogha w maju 1890 podczas jego pobytu w miejscowości Saint-Rémy, obecnie w zbiorach National Gallery of Art w Waszyngtonie.
Artysta namalował wówczas jeszcze jeden obraz z różami w wazonie jako motywem, zatytułowany: 
Martwa natura: różowe róże w wazonie (hol. Vaas met roze rozen, ang. Still Life: Pink Roses in a Vase), nr kat.: F 682, JH 1979; obecnie w zbiorach Metropolitan Museum of Art w Nowym Jorku.

## Historia i opis
Vincent van Gogh namalował obie wersje róż w wazonie w tym samym czasie co dwie wersje irysów w wazonie – na kilka dni przed swoim wyjazdem z Saint-Rémy, jak wynika z listu do brata Theo napisanego 11 maja 1890:

Pracuję właśnie nad płótnem z różami na jasnozielonym tle i dwoma płótnami przedstawiającymi wielkie bukiety fioletowych irysów (...).

i dwa dni później, przed wyjazdem z Saint-Rémy do Paryża:

Właśnie skończyłem płótno z różowymi różami w zielonym wazonie na zielonożółtym tle. Mam nadzieję, że płótna z tych dni zwrócą nam koszty podróży.

Pierwszy z tych obrazów należy do największych i najpiękniejszych martwych natur namalowanych przez van Gogha. Przedstawia bujny bukiet w pełnym rozkwicie. Choć van Gogh czasami przypisywał kwiatom pewne znaczenie, tym razem nie zawarł jakiś konkretnych skojarzeń. Oczywiste jest jednak, że postrzegał wszystkie kwitnące rośliny jak celebrację narodzin i odnowy – jako pełnię życia. To poczucie jest tu podkreślone przez świeżą, wiosenną zieleń tła. Falujące smugi farby, kładzione ukośnymi pociągnięciami pędzla, ożywiają płótno stanowiąc przeplatającą się grę kwiatów i liści. Pierwotnie róże miały kolor różowy (wyblakły z biegiem czasu), który kontrastował z zielenią tła. Podobne zestawienia barw dopełniających fascynowały van Gogha. Ponieważ warstwa farby była bardzo gruba, oba obrazy artysta musiał zostawić w Saint-Rémy, kiedy wyjeżdżał w dniu 16 maja 1890. Jak wyjaśniał Theo, ich wyschniecie musi zabrać miesiac. Dopiero potem będą mogły być one wysłane do Auvers.
Wszystkie te cztery obrazy (róże i irysy) stanowią razem wyjątkową grupę martwych natur. Uderzająca jest zręczność ich wykonania i elegancka prostota wzoru; oba bukiety róż i ich odpowiedniki, irysy w wazonie, były pomyślane jako zestaw dekoracyjny, podobnie jak słoneczniki, namalowane wcześniej w Arles. Ślady różowych płatków leżących na stole i płatki na kwiatach róż, które z biegiem czasu zwiędły, stanowią ulotne wspomnienie niedawnych żywych, różowych róż z wersji pierwszej.